# ويليام باكستر
ويليام باكستر (بالإنجليزية: William Baxter)‏ (و. 1787 – 1871 م) هو عالم نبات، من المملكة المتحدة، ولد في رغبي، توفي عن عمر يناهز 84 عاماً.